# Ramal F3 del Ferrocarril Belgrano
El Ramal F3 pertenecía al Ferrocarril General Belgrano, Argentina.

## Ubicación
Se hallaba en las provincias de Santa Fe y Córdoba. Partía del centro mismo de la provincia de Santa Fe con dirección oeste. Corría paralelo a la Ruta Nacional 19 hasta el límite entre Santa Fe y Córdoba. Ya en territorio cordobés, tomaba rumbo sudoeste y corría paralelo a la Ruta Nacional 158.

## Características
Era un ramal de la red de trocha angosta del Ferrocarril General Belgrano, cuya extensión era de 242 km entre sus cabeceras Pilar y Villa María. 

## Historia
El ramal fue construido por el Ferrocarril Provincial de Santa Fe en 1888 hasta la localidad de Josefina (Santa Fe), con una prolongación de 5 km. para la vinculación con el Ferrocarril Central Córdoba (FCCC) en San Franciso (Córdoba).
La prolongación de rieles hasta Villa María fue abierta al tránsito el 30 de abril de 1904. En 1948 con la nacionalización de los ferrocarriles, pasó a la órbita del Ferrocarril General Belgrano dentro de sus ramales F (aquellos que pertenecieron al FCSF).
El 12 de septiembre de 1977 fue la fecha indicada por el decreto fechado el 5 de agosto de 1977 y con el número 2294/77, para la clausura del ramal y su posterior desmantelamiento.
El Ramal F12 entre Pozo del Molle y Carrilobo (que se desprendía de este F3) ya había corrido la misma suerte ese año merced al decreto 547/77 del 2 de marzo. 
En consecuencia, en la actualidad el ramal F3 se encuentra en su totalidad levantado, quedando sólo una pequeña parte de su enrrieladura en la localidad de San Francisco, donde sus vías corrían superpuestas con el Ramal CC (Retiro-Tucumán). Las estaciones se encuentran en mayor o menor estado de deterioro según el caso, aunque en su totalidad sin actividad ferroviaria alguna, al igual que todo tipo de edificaciones relacionadas (desvíos particulares, cruces, cabines, empalmes)